# Billacott
Billacott – osada w Anglii, w Kornwalii. Leży 100 km na północny wschód od miasta Penzance i 317 km na zachód od Londynu.